# Tschuwaschische Sprache
Die tschuwaschische Sprache (tschuwaschisch чӑваш чӗлхи tschǎwasch tschĕlchi, чӑвашла tschǎwaschla) ist eine bolgartürkische Sprache aus dem Zweig der oghurischen Sprachen innerhalb der Turksprachen. Sie wird heute dem Westzweig der Turksprachen zugerechnet und nimmt innerhalb dieser eine Sonderstellung ein. Sie ist neben Russisch Amtssprache in der autonomen russischen Republik Tschuwaschien.

## Hauptverbreitungsgebiet
Tschuwaschisch wird heute vor allem in Tschuwaschien, Tatarstan und Baschkortostan gesprochen. Daneben gibt es noch kleinere Sprachinseln entlang der Wolga bis Saratow. Ferner leben tschuwaschische Minderheiten in Kasachstan, der Ukraine, den baltischen Staaten und Usbekistan, wo sie zu Zeiten der Sowjetunion angesiedelt wurden beziehungsweise sich niederließen. Bei der russischen Volkszählung von 1999 gaben 1,64 Millionen oder 82 Prozent der Tschuwaschen Tschuwaschisch als Muttersprache an. Insgesamt sprechen 1,8 Millionen Menschen Tschuwaschisch.

## Klassifizierungsmöglichkeiten
Tschuwaschisch wird verschieden klassifiziert. So listet das Fischer Lexikon Sprachen (1987) das Tschuwaschische wie folgt auf:
- Turksprachen
  - Westlicher Zweig
    - Bulgarische Gruppe
      - Tschuwaschisch

Dagegen führt das Metzler Lexikon Sprache (1993) an:
- Turksprachen
  - Südwesttürkisch (Oghusisch)
  - Osttürkisch (Karlukisch)
  - Westtürkisch (Kiptschakisch)
  - Nordtürkisch
  - Nordosttürkisch
  - Bolgartürkisch
    - Tschuwaschisch

Die aktuelle Klassifikation kann im Artikel Turksprachen eingesehen werden.

## Dialekte
Im Tschuwaschischen werden heute zwei große Dialektgruppen unterschieden:
- Anatri (Nieder-Tschuwaschisch) und
- Viryal (Ober-Tschuwaschisch)

Die tschuwaschische Sprache wird heute vielfach als sprachliches Erbe der alten Wolgabulgaren angesehen. Die Wolgabulgaren drangen bis Ende des 10. Jahrhunderts ins Wolga-Kama-Gebiet vor und gründeten dort ein eigenständiges Herrschaftsgebiet. Zu diesem Herrschaftsgebiet gehörten zahlreiche Ethnien, die später teilweise assimiliert wurden, wodurch sich das heutige Tschuwaschische von den übrigen Turksprachen abhob. Vor allem wurde das Tschuwaschische von den Finnougrischen Sprachen beeinflusst.
Im 13. Jahrhundert gehörten die Tschuwaschen zum mongolisch-geprägten Khanat der Goldenen Horde und nach dessen Zerschlagung im Jahr 1502 zum tatarischen Khanat Kasan.
1551 unterstellten sich die Tschuwaschen freiwillig der Oberherrschaft des russischen Zaren.
Die Tschuwaschen schrieben in unterschiedlichen Alphabeten. Als sie um das Jahr 1000 ins Wolgagebiet kamen, benutzten sie eine Variante des türkischen Orchon-Alphabetes. Nach der Übernahme des Islam wurde bei ihnen das arabische Alphabet eingeführt. Im 18. Jahrhundert traten die Tschuwaschen zum christlich-orthodoxen Glauben über und nahmen Ende des 19. Jahrhunderts das Kyrillische Alphabet an. Mit der Schaffung einer eigenständigen Schriftsprache, die 1878 von russischen Missionaren entwickelt wurde, wurde auch ein modifiziertes Kyrill-Alphabet geschaffen. Die tschuwaschische Schriftsprache wurde mehrfach reformiert.
Anfang 1926 nahmen auch die Vertreter der Tschuwaschen am Turkologen-Kongress in Baku teil. Bei diesem Kongress wurde beraten, für alle Türken und Turko-Tataren eine gemeinsame Schrift zu schaffen: das Einheitliche türkische Alphabet. Doch dieses fand bei den Sprechern des Tschuwaschischen nie Anklang. Die Tschuwaschen verzichteten auf die Übernahme des vorgeschlagenen Lateinalphabetes und schrieben weiterhin kyrillisch.
Nach dem Zerfall der Sowjetunion wurde auch für das Tschuwaschische ein modernes Lateinalphabet entwickelt. Doch in der Praxis wird dieses Lateinalphabet nicht angewendet.
Gegenüberstellung des tschuwaschischen Kyrill- und Lateinalphabetes

## Alphabet
Tschuwaschisch wird mit dem kyrillischen Alphabet geschrieben, das gegenüber dem russischen Alphabet einige zusätzliche Buchstaben aufweist:
Аа Ӑӑ Бб Вв Гг Дд Ее Ёё Ӗӗ Жж Зз Ии Йй Кк Лл Мм Нн Оо Пп Рр Сс Ҫҫ Тт Уу Ӳӳ Фф Х х Цц Чч Шш Щщ Ъъ Ыы Ьь Ээ Юю Яя

## Bekannte Tschuwaschen
- Gennadi Ajgi, sein Nachname Ajgi bedeutet im Tschuwaschischen einfach nur: ‚Der(jenige) dort‘.
- Andrijan Grigorjewitsch Nikolajew (sowjetischer Kosmonaut)